# Никитин, Глеб Павлович
Глеб Павлович Никитин (3 сентября 1926, Ленинград — 1999, Санкт-Петербург) — советский флейтист и педагог.

## Биография
Первые уроки игры на флейте получил в классе солиста Мариинского театра Рихарда Брауэра. В сентябре 1941 года ушёл добровольцем на фронт. В 1945 году поступил в музыкальное училище при Ленинградской консерватории в класс П. Я. Федотова. С 1948 г. учился в Ленинградской консерватории в классе профессора Б. В. Тризно. С 1951 г. — 2-я флейта в симфоническом оркестре Ленинградского радио. С 1959 г. преподавал в училище при Ленинградской консерватории, с 1964 года и до самой смерти преподавал в Ленинградской консерватории (с 1980 — декан оркестрового факультета).
Работал также в Ленинградской филармонии, часто выступал с сольными и камерными концертами. Глебу Никитину принадлежит идея создания камерного оркестра при Ленинградской филармонии, с которым он впоследствии часто выступал в качестве солиста.
Заслуженный деятель искусств России.